# Hadena macedonica
Hadena macedonica là một loài bướm đêm trong họ Noctuidae.